# فيسنتي راما
فيسنتي راما هو صحفي وكاتب وسياسي فلبيني، ولد في 6 يونيو 1897 بمدينة سيبو في الفلبين، وتوفي بنفس المكان في 24 ديسمبر 1956. انتخب عضو مجلس الشيوخ الفلبيني.